# Fortificacions carlines d'Amposta
Les fortificacions carlines d'Amposta són un element patrimonial de la vila d'Amposta protegit com a bé cultural d'interès local. Aquestes fortificacions foren construïdes per l'Ajuntament d'Amposta per ordre de l'autoritat militar, amb materials i segurament mà d'obra subministrada pels mateixos veïns, aixecades a l'inici de la tercera guerra carlina per fer front a les tropes carlines del general Pasqual Cucala, que entrà finalment a la vila el 21 de febrer de 1874. D'aquesta obra d'enginyeria militar només en queden les restes dels murs de defensa, ubicades dins el recinte de l'antic castell d'Amposta. Concretament són uns 2-3 murs que formen una cantonada esglaonada, situats al límit del fossat interior del castell i que donen exteriorment al final del carrer del Fossat i al canal de la dreta de l'Ebre, a la primera part del seu trajecte per dins el nucli urbà d'Amposta.
Aquests murs, d'uns 8 o 10 metres d'alçada, estan fets amb diferents tipus d'aparells: a la part alta més regulars i petits mentre que a les més baixes s'hi observen pedres més grans i irregulars que probablement corresponguin a alguna fortificació anterior al segle xix o fins i tot, al castell medieval; pel mig es veuen, de tant en tant, alguns carreus.
La part més treballada d'aquests murs correspon a la del mig -on fa un lleuger angle- on hi ha una obertura superior amb les parets esgaiades, fetes de maó, destinada a col·locar-hi un canó. Sota aquesta obertura, hi ha com a tres contraforts també de maó i hi queden restes d'alguns més. Destaquen també, les petites espitlleres als costats de la gran obertura ja esmentada.